# Charlotte Elliott
Charlotte Elliott (18 mars 1789 - 22 septembre 1871) est une poétesse, auteure d'hymnes et éditrice anglaise. Elle est surtout connue par deux hymnes, Just As I Am et Thy will be done.

## Jeunesse et éducation
Elliott est née le 18 mars 1789 à Westfield Lodge, Brighton. Son grand-père maternel, le Rev. Henry Venn de la secte de Clapham, de Huddersfield et Yelling, en Angleterre, est un théologien. Il écrit The Complete Duty of Man en 1763 et fait partie de ce groupe de ministres, dont les travaux et les écrits provoquent Le Grand Réveil du XVIIIe siècle, parmi les églises de Grande-Bretagne. Il épouse en 1757 une fille du Rév. Thomas Bishop, un théologien d'Ipswich. Leur fille aînée, Eling, souvent citée dans les Memoirs du révérend, épouse le 30 décembre 1785 Charles Elliott, un marchand de soie. De leurs six enfants, Charlotte est la troisième fille. Ils ont Henry Venn Elliott et Edward Bishop Elliott, qui sont membres du clergé et engagés comme assistants du vicaire, du recteur et du curé de l'église St Mary the Virgin et de l'église St Mark respectivement. Henry Venn Elliott est également le fondateur de St Mary's Hall à Brighton. 
L'enfance d'Elliott se déroule dans un cercle de grand raffinement et de piété. Elle est très instruite et développe, dès son plus jeune âge, une grande passion pour la musique et l'art .

## Carrière
Elliott passe les 32 premières années de sa vie à Clapham. En tant que jeune femme, elle est douée comme portraitiste et auteur de vers humoristiques .

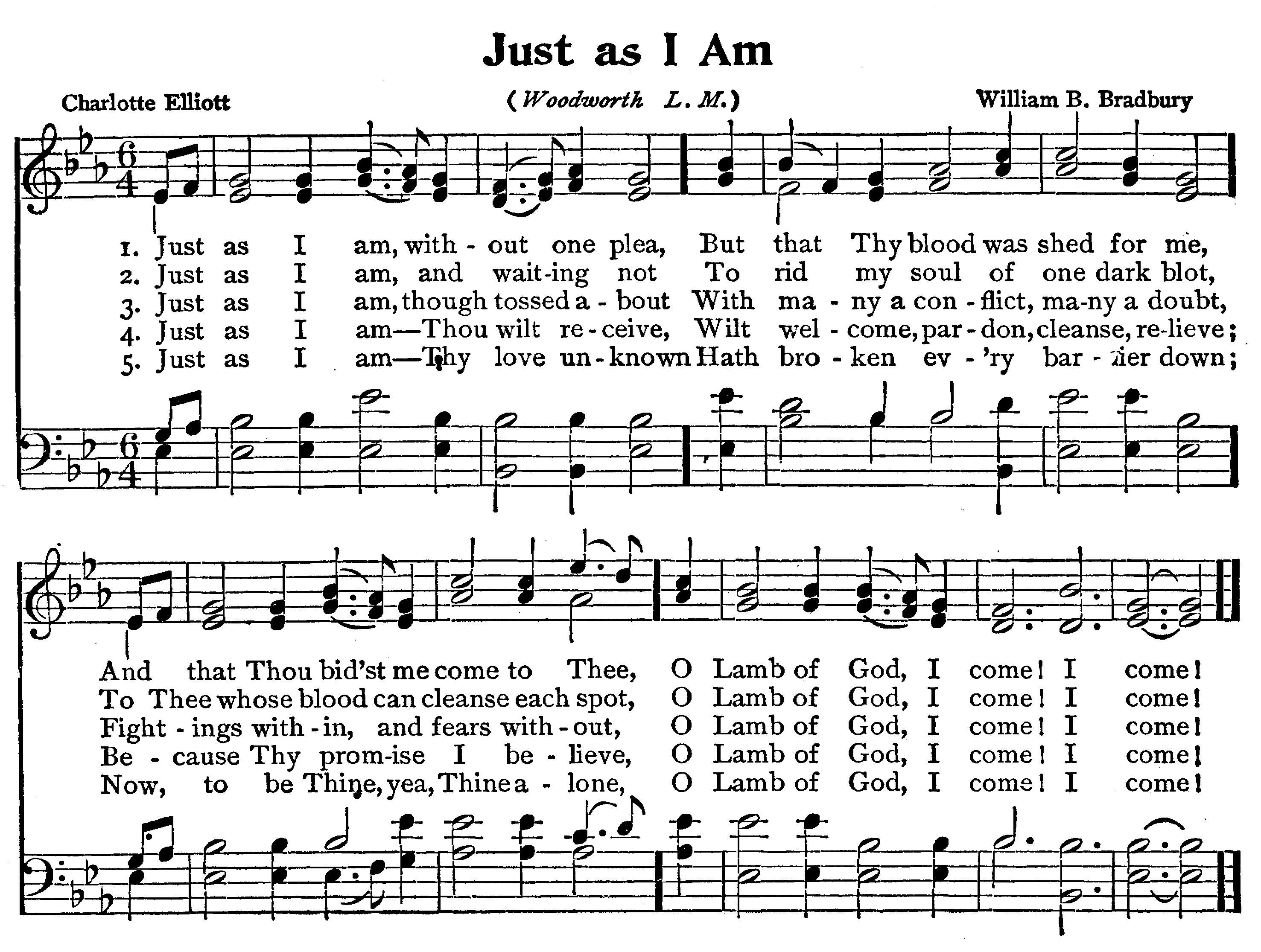
L'hymne, "Just As I Am", avec la musique de William Batchelder Bradbury

Elle est connue dans les cercles sociaux où la religion n'est pas mentionnée, mais une grave maladie en 1821 l'éloigne de ces compagnons et l'amène à ressentir le besoin d'un Sauveur personnel. Vers cette époque, César Malan, qui est en visite à la résidence de son père à Clapham, Grove House, lui demande si elle est en paix avec Dieu. Quelques jours plus tard, elle le recontacte et elle décide de consacrer sa vie au Christ.
La santé d'Elliott s'améliore par une visite l'année suivante en Normandie. Mais en 1829, elle redevient une malade chronique presque impuissante, avec seulement des intervalles occasionnels de soulagement. En 1833, son père décède. Elle prend en 1834 la direction éditoriale de The Christian Remembrancer Pocket Book, et en 1836 du Invalid's Hymn Book, des ouvrages précédemment dirigés par Harriet Kiernan, alors en phase terminale de tuberculose. Elle édite l'annuaire pendant 25 ans et y fait paraître certains de ses poèmes dedans. À l'édition du Invalid's Hymn Book qu'elle agrandit et édite de manière anonyme en 1836, elle compose 115 hymnes, parmi lesquels le très connu Just as I am, without one plea. Elle compose également plusieurs hymnes en 1835 à une sélection de psaumes et d'hymnes de son frère Henry V. Elliott. Elle publie également, en 1836, Hours of Sorrow Cheered and Comforted. Ses hymnes sont imprimés en privé en 1837 et publiés en 1842.
Des visites en Écosse en 1835 et en Suisse en 1837 lui profitent considérablement. Sa belle-sœur, la femme d'Henry, est décédée en 1841. Sa mère, après une maladie grave d'un an, meurt en avril 1843. Deux de ses sœurs suivent rapidement. Ainsi, sa maison se vide et, en 1845, elle et une sœur survivante font un séjour d'été sur le continent européen et s'installent à Torquay. Après 14 ans, cependant, elle retourne à Brighton.

## Dernières années et mort
Elliott est membre de l'Église d'Angleterre. Plus tard, lorsqu'elle ne peux plus assister au culte public, elle écrit : « Ma Bible est mon église. Il est toujours ouvert et mon grand prêtre attend toujours de me recevoir. J'y ai mon confessionnal, mon action de grâces, mon psaume de louange, et une congrégation dont le monde n'est pas digne – prophètes, et apôtres, et martyrs, et confesseurs ; bref, tout ce que je peux vouloir, je le trouve ».
Un volume de poèmes parait en 1863 et son frère Henry meurt cette année-là. Une seule fois, en 1867, elle s'aventure de nouveau hors de chez elle, passant quelques semaines dans un village voisin. En 1869, elle tombe gravement malade mais réussit à se rétablir. Elle est décédée au 10 Norfolk Terrace à Brighton, le 22 septembre 1871, et est enterrée aux côtés de ses frères dans le cimetière de St Andrew's, Hove.
Elliott est une parente éloignée de Virginia Woolf.
Elliott a écrit environ 150 hymnes et de nombreux poèmes, dont certains sont imprimés de manière anonyme, Just As I Am étant probablement le plus connu. Le Dr Billy Graham écrit que son équipe a utilisé cet hymne dans presque chacune de leurs croisades, car il présente « la base biblique la plus solide possible pour l'appel du Christ ». L'historien de l'hymnodie Kenneth Osbeck écrit que Just As I Am a « touché plus de cœurs et influencé plus de gens pour le Christ que toute autre chanson jamais écrite ». L'écrivaine chrétienne Lorella Rouster le qualifie de « leg incroyable pour une femme invalide qui souffrait de dépression et se sentait inutile au service de Dieu ».